# Chhusang
Chhusang (em nepali: छुसाङ) ou Tsugsang é uma aldeia e village development committee (lit.: "comité de desenvolvimento de aldeia") do distrito de Mustang, da zona de Dhaulagiri da região Oeste do Nepal. Em 2011 tinha 512 habitantes e 168 casas de habitação.
Situa-se no vale do Kali Gandaki a sul de Lomanthang, Charang e Dhami e a norte de Kagbeni. Fazia parte do antigo Reino de Mustang, que existiu formalmente até 2008.
O village development committee tem as seguintes aldeias:
- Bhena (3 805 m)
- Chaile (3 060 m)
- Chhomnang (2 970 m)
- Chhusang (2 950 m)
- Ghok (4 100 m)
- Ghyakar (3 370 m)
- Kyuten (3 548 m)
- Samar (3 620 m)
- Tangbe (3 020 m)
- Tetang (3 060 m)